# All for You World Tour
De All for You World Tour is een wereldtournee van Janet Jackson, ter promotie van haar album All for You uitgebracht in 2001. De tour begon in juli 2001. De startlocatie was eigenlijk in de Canadese stad Vancouver maar door problemen bij de grens tussen Canada en de VS om materieel te vervoeren werd de eerste show in Portland, Oregon gegeven. In het noordwesten van de VS, ten zuiden van Vancouver. Het podium was, net als bij haar eerste tournee, ontworpen door Mark Fisher.
De hele zomer vonden de concerten plaats in zowel de VS als in Canada. Eind oktober zou de tournee koers zetten naar Europa maar door de aanslagen van 11 september werd hiervan afgeweken. Hierdoor kwam ook haar optreden van 2 december in het GelreDome te vervallen. De vier Japanse concerten in 2002 werden opmerkelijk niet afgelast. Deze werden samen met extra Amerikaanse shows in januari gegeven. In februari werden er nog enkele shows gegeven en op 16 februari werd de 72e show gegeven in het Aloha Stadium, in Honolulu op Hawaï. Dit concert werd tijdens een HBO Special uitgezonden en trok weer miljoenen kijkers. In de zomer van 2002 kwam dit concert uit op dvd getiteld: "Janet Live in Hawaii" De tournee was vooral bekend vanwege de opvoering van het nummer "Would You Mind" waarbij Janet een mannelijke bezoeker uitkoos, deze liet vastbinden en een seksscène met hem simuleerde midden op het podium. De tour werd een van de meest winstgevende tours van 2001 en zorgde ervoor dat de fans opnieuw de vele hits van de zangeres hoorden.

## Set list
1. "Come on Get Up"
2. "You Ain't Right"
3. "All for You"
4. "Love Will Never Do (Without You)"
5. "Trust a Try"
6. "Come Back to Me"
7. "Let's Wait Awhile"
8. "Again"
9. "Escapade Medley:"
  1. "Runaway" (met elementen van "La Soledad")
  2. "Miss You Much"
  3. "When I Think of You"
  4. "Escapade"
10. "Son of a Gun (I Betcha Think This Song Is About You)"
11. "Got 'til It's Gone"
12. "That's the Way Love Goes"
13. "Control Medley:"
  1. "What Have You Done for Me Lately" (bevat een deel van "Nasty")
  2. "Control"
  3. "Nasty" (bevat elementen van "I Just Wanna Love You")
14. "Alright"
15. "Love Scene (Ooh Baby)  (interlude)
16. "Would You Mind"
17. "If" 1
18. "Black Cat" 1
19. "Rhythm Nation" (met elementen van "The Knowledge")
20. "Doesn't Really Matter"
21. "Someone to Call My Lover"
22. "Together Again"

1 Geknipt bij sommige shows waaronder Oakland en Tampa.

## Tour Data
| NOORD AMERIKA       |                     |                     |                                  |
| Datum               | Stad                | Land                | Locatie                          |
| 7 juli 2001         | Portland            | Verenigde Staten    | Rose Garden Arena                |
| 8 juli 2001         | Seattle             | Verenigde Staten    | KeyArena                         |
| 9 juli 2001         | Vancouver           | Canada              | General Motors Place             |
| 11 juli 2001        | Calgary             | Canada              | Pengrowth Saddledome             |
| 14 juli 2001        | Kansas City         | Verenigde Staten    | Kemper Arena                     |
| 15 juli 2001        | St. Louis           | Verenigde Staten    | Savvis Center                    |
| 17 juli 2001        | Minneapolis         | Verenigde Staten    | Target Center                    |
| 21 juli 2001        | Columbus            | Verenigde Staten    | Nationwide Arena                 |
| 22 juli 2001        | Lexington           | Verenigde Staten    | Rupp Arena                       |
| 24 juli 2001        | Moline              | Verenigde Staten    | The MARK of the Quad Cities      |
| 26 juli 2001        | Chicago             | Verenigde Staten    | United Center                    |
| 27 juli 2001        | Chicago             | Verenigde Staten    | United Center                    |
| 28 juli 2001        | Chicago             | Verenigde Staten    | United Center                    |
| 30 juli 2001        | Detroit             | Verenigde Staten    | Palace of Auburn Hills           |
| 31 juli 31, 2001    | Detroit             | Verenigde Staten    | Palace of Auburn Hills           |
| 2 augustus 2001     | Toronto             | Canada              | Air Canada Centre                |
| 3 augustus 2001     | Montreal            | Canada              | Molson Centre                    |
| 10 augustus 2001    | Buffalo, New York   | Verenigde Staten    | HSBC Arena                       |
| 11 augustus 2001    | Hartford            | Verenigde Staten    | Hartford Civic Center            |
| 16 augustus 2001    | Washington          | Verenigde Staten    | MCI Center                       |
| 17 augustus 2001    | Washington          | Verenigde Staten    | MCI Center                       |
| 18 augustus 2001    | Washington          | Verenigde Staten    | MCI Center                       |
| 20 augustus 2001    | New York            | Verenigde Staten    | Madison Square Garden            |
| 22 augustus 2001    | New York            | Verenigde Staten    | Madison Square Garden            |
| 23 augustus 2001    | New York            | Verenigde Staten    | Madison Square Garden            |
| 25 augustus 2001    | Boston              | Verenigde Staten    | FleetCenter                      |
| 26 augustus 2001    | Boston              | Verenigde Staten    | FleetCenter                      |
| 3 september 2001    | Cleveland           | Verenigde Staten    | Gund Arena                       |
| 7 september 2001    | Nashville           | Verenigde Staten    | Gaylord Entertainment Center     |
| 8 september 2001    | Atlanta             | Verenigde Staten    | Philips Arena                    |
| 9 september 2001    | Greensboro          | Verenigde Staten    | Greensboro Coliseum              |
| 16 september 2001   | New Orleans         | Verenigde Staten    | New Orleans Arena                |
| 18 september 2001   | Houston             | Verenigde Staten    | Compaq Center                    |
| 19 september 2001   | San Antonio         | Verenigde Staten    | Alamodome                        |
| 21 september 2001   | Little Rock         | Verenigde Staten    | Alltel Arena                     |
| 22 september 2001   | Dallas              | Verenigde Staten    | American Airlines Center         |
| 26 september 2001   | San Diego           | Verenigde Staten    | San Diego Sports Arena           |
| 27 september 2001   | Phoenix             | Verenigde Staten    | America West Arena               |
| 29 september 2001   | Anaheim             | Verenigde Staten    | Arrowhead Pond of Anaheim        |
| 30 september 2001   | Sacramento          | Verenigde Staten    | ARCO Arena                       |
| 2 oktober 2001      | Los Angeles         | Verenigde Staten    | Staples Center                   |
| 3 oktober 2001      | Los Angeles         | Verenigde Staten    | Staples Center                   |
| 5 oktober 2001      | Las Vegas           | Verenigde Staten    | MGM Grand Garden Arena           |
| 6 oktober 2001      | Las Vegas           | Verenigde Staten    | MGM Grand Garden Arena           |
| 8 oktober 2001      | San Jose            | Verenigde Staten    | San Jose Arena                   |
| 9 oktober 2001      | Oakland             | Verenigde Staten    | The Arena in Oakland             |
| 10 oktober 2001     | San Jose            | Verenigde Staten    | San Jose Arena                   |
| 12 oktober 2001     | Salt Lake City      | Verenigde Staten    | Delta Center                     |
| 13 oktober 2001     | Denver              | Verenigde Staten    | Pepsi Center                     |
| 16 oktober 2001     | Milwaukee           | Verenigde Staten    | Bradley Center                   |
| 18 oktober 2001     | Indianapolis        | Verenigde Staten    | Conseco Fieldhouse               |
| 20 oktober 2001     | Pittsburgh          | Verenigde Staten    | Mellon Arena                     |
| 21 oktober 2001     | Charlotte           | Verenigde Staten    | Charlotte Coliseum               |
| 23 oktober 2001     | Philadelphia        | Verenigde Staten    | First Union Center               |
| 26 oktober 2001     | Tampa               | Verenigde Staten    | St. Pete Times Forum\|Ice Palace |
| 28 oktober 28, 2001 | Fort Lauderdale     | Verenigde Staten    | National Car Rental Center       |
| 29 oktober 29, 2001 | Fort Lauderdale     | Verenigde Staten    | National Car Rental Center       |
| EUROPA (Afgelast)   |                     |                     |                                  |
| Datum               | Stad                | Land                | Locatie                          |
| 31 oktober 2001     | Stockholm           | Zweden              | Globe Arena                      |
| 2 november 2001     | Helsinki            | Finland             | Hartwall Areena                  |
| 5 november 2001     | Oslo                | Noorwegen           | Oslo Spektrum                    |
| 6 november 2001     | Kopenhagen          | Denemarken          | Parken                           |
| 11 november 2001    | Berlijn             | Duitsland           | Velodrom                         |
| 12 november 2001    | Hannover            | Duitsland           | Preussag Arena                   |
| 14 november 2001    | Frankfurt           | Duitsland           | Festhalle                        |
| 15 november 2001    | Leipzig             | Duitsland           | Leipzig Arena                    |
| 17 november 2001    | Zürich              | Zwitserland         | Hallenstadion                    |
| 19 november 2001    | Keulen              | Duitsland           | Kölnarena                        |
| 20 november 2001    | Oberhausen          | Duitsland           | König Pilsener Arena             |
| 22 november 2001    | München             | Duitsland           | Olympiahalle                     |
| 26 november 2001    | Parijs              | Frankrijk           | Palais Omnisports de Paris-Bercy |
| 29 november 2001    | Antwerpen           | België              | Sportpaleis                      |
| 1 december 2001     | Arnhem              | Nederland           | GelreDome                        |
| 3 december 2001     | Stuttgart           | Duitsland           | Schleyerhalle                    |
| 5 december 2001     | Manchester          | Verenigd Koninkrijk | Manchester Evening News Arena    |
| 6 december 2001     | Newcastle upon Tyne | Verenigd Koninkrijk | Telewest Arena                   |
| 8 december 2001     | Sheffield           | Verenigd Koninkrijk | Sheffield Arena                  |
| 11 december 2001    | Londen              | Verenigd Koninkrijk | Earl's Court                     |
| 12 december 2001    | Londen              | Verenigd Koninkrijk | Earl's Court                     |
| 14 december 2001    | Belfast             | Noord-Ierland       | Odyssey Arena                    |
| 17 december 2001    | Birmingham          | Verenigd Koninkrijk | National Exhibition Centre       |
| JAPAN               |                     |                     |                                  |
| Datum               | Stad                | Land                | Stadion                          |
| 12 januari 2002     | Osaka               | Japan               | Osaka Dome                       |
| 13 januari 2002     | Osaka               | Japan               | Osaka Dome                       |
| 17 januari 2002     | Tokio               | Japan               | Tokyo Dome                       |
| 18 januari 2002     | Tokio               | Japan               | Tokyo Dome                       |
| NOORD AMERIKA (2)   |                     |                     |                                  |
| Datum               | Stad                | Land                | Locatie                          |
| 25 januari 2002     | Louisville          | Verenigde Staten    | Freedom Hall                     |
| 26 januari 2002     | Champaign           | Verenigde Staten    | Assembly Hall                    |
| 29 januari 2002     | Hamilton            | Canada              | Copps Coliseum                   |
| 30 januari 2002     | Grand Rapids        | Verenigde Staten    | Van Andel Arena                  |
| 1 februari 2002     | State College       | Verenigde Staten    | Bryce Jordan Center              |
| 2 februari 2002     | Atlantic City       | Verenigde Staten    | Trump Taj Mahal                  |
| 5 februari 2002     | Uncasville          | Verenigde Staten    | Mohegan Sun Arena                |
| 6 februari 2002     | Uniondale           | Verenigde Staten    | Nassau Coliseum                  |
| 8 februari 2002     | Wilkes-Barre        | Verenigde Staten    | First Union Arena                |
| 9 februari 2002     | Hampton             | Verenigde Staten    | Hampton Coliseum                 |
| 16 februari 2002    | Honolulu, Hawaï     | Verenigde Staten    | Aloha Stadium HBO Special        |

‘’’Verplaatsen/Afzeggingen’’’
- 9 juli: Vancouver, General Motors Place – verplaatst (gedeelte van het podium niet tijdig gearriveerd) naar 9 juli
- 10 juli: Edmonton, Skyreach Centre – afgelast
- 18 juli: Milwaukee, Bradley Center – verplaatst (tandheelkundig probleem) naar 16 oktober
- 5 augustus: Cleveland, Gund Arena – verplaatst (griep) naar 3 september
- 7 augustus: Indianapolis, Conseco Fieldhouse – verplaatst (griep) naar 18 oktober
- 8 augustus: Pittsburgh, Mellon Arena – verplaatst (griep) naar 20 oktober
- 28 augustus: First Union Center, Philadelphia – verplaatst (ziek) naar 23 oktober
- 29 augustus: Charlotte, Charlotte Coliseum – verplaatst (ziek) naar 21 oktober
- 30 augustus: Birmingham, Birmingham-Jefferson Civic Center – afgelast
- 1 september: Atlantic City, Trump Taj Mahal – afgelast
- 11 september: Tampa, Ice Palace – verplaatst (9/11 attacks) naar 26 oktober
- 13-14 september: Fort Lauderdale, National Car Rental Center – verplaatst (9/11 attacks) naar 28-29 oktober
- 11 februari: Memphis, FedEx Forum – cancelled (problemen met inroosteren).